# Treasure County
Treasure County är ett administrativt område i delstaten Montana, USA. År 2010 hade countyt 718 invånare. Den administrativa huvudorten (county seat) är Hysham. 

## Geografi
Enligt United States Census Bureau så har countyt en total area på 2 549 km². 2 535 km² av den arean är land och 14 km² är vatten. 

### Angränsande countyn
- Rosebud County, Montana - nord och öst
- Big Horn County, Montana - syd
- Yellowstone County, Montana - väst

### Städer och samhällen

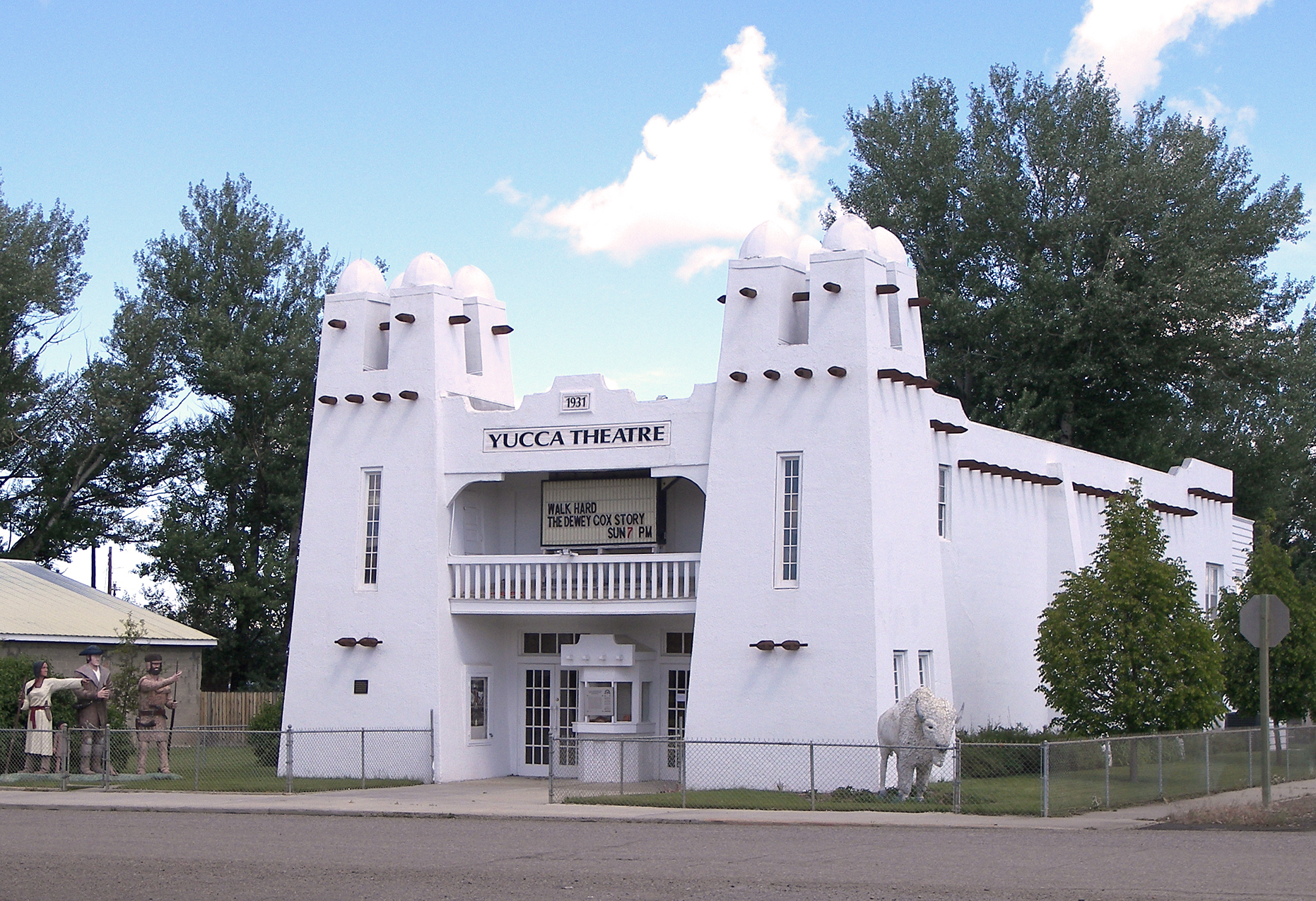
Yucca Theatre från 1931 i Hysnam.

- Hysham